# Paramesambria flavomaculata
Paramesambria flavomaculata är en insektsart som beskrevs av Willemse, C. 1957. Paramesambria flavomaculata ingår i släktet Paramesambria och familjen gräshoppor. Inga underarter finns listade i Catalogue of Life.